# 24 godziny (serial telewizyjny)
24 godziny (w oryginale 24; także jako Przez 24 godziny) – amerykański serial sensacyjny z domieszką dramatu, emitowany od 6 listopada 2001 do 24 maja 2010 przez telewizję Fox.
Wyemitowano 192 odcinki w ośmiu seriach (każda liczy 24 epizody).

## O serialu
Akcja serialu rozgrywa się w czasie rzeczywistym, tzn. każdy godzinny odcinek to jedna godzina z życia bohaterów. Po odjęciu przerw na reklamy oraz przerw zamierzonych przez twórców (kilkuminutowe przeskoki) na jeden odcinek przypada około czterdziestu dwóch minut. Wydarzenia każdego sezonu toczą się wokół jednego głównego wątku, a każdy odcinek w różnym stopniu przybliża do jego rozwiązania. Oprócz głównego wątku równie ważne są dramaty i historie poszczególnych bohaterów, jak np. ich problemy rodzinne czy problemy z prawem. Serial uhonorowany został kilkoma prestiżowymi nagrodami, m.in. Złotymi Globami oraz nagrodami Emmy.
| Sezon | Początek/Koniec | Prezydent                 | Wiceprezydent     | Szef CTU LA                                                       |
| ----- | --------------- | ------------------------- | ----------------- | ----------------------------------------------------------------- |
| 1     | 12:00 a.m.      | Harold Barnes             | nieznany          | Jack Bauer/Alberta Green                                          |
| 2     | 8:00 a.m.       | David Palmer              | Jim Prescott      | George Mason/Tony Almeida                                         |
| 3     | 1:00 p.m.       | David Palmer              | Jim Prescott      | Tony Almeida/Michelle Dessler/Jack Bauer                          |
| 4     | 7:00 a.m.       | John Keeler/Charles Logan | Charles Logan     | Erin Driscoll/Tony Almeida/Michelle Dessler                       |
| 5     | 7:00 a.m.       | Charles Logan             | Hal Gardner       | Bill Buchanan/Lynn McGill/Bill Buchanan/Karen Hayes/Bill Buchanan |
| 6     | 6:00 a.m.       | Wayne Palmer              | Noah Daniels      | Bill Buchanan/Nadia Yassir                                        |
| 7     | 8:00 a.m.       | Allison Taylor            | Mitchell Hayworth | Larry Moss/Renee Walker                                           |
| 8     | 4:00 p.m.       | Allison Taylor            | Mitchell Hayworth | Brian Hastings/Chloe O’Brian                                      |

## Opis

### Sezon 1.
Akcja 1. sezonu toczy się w czasie prawyborów prezydenckich w Kalifornii. Rozpoczyna i kończy się o godzinie dwunastej w nocy. Jack Bauer, były agent CIA, obecnie szef wydziału CTU w Los Angeles, krótko po północy zostaje wezwany do Agencji, gdzie dowiaduje się o planowanym zamachu na życie senatora Davida Palmera, pierwszego czarnoskórego kandydata na prezydenta z realnymi szansami na wygraną. Jackowi przyjdzie rozwikłać zagadkę zamachu: dowiedzieć się, kto spiskuje, a następnie znaleźć i unieszkodliwić zamachowców. Zamach na Palmera nie jest jednak jego jedynym zmartwieniem – jego córka Kim i jej przyjaciółka zostały porwane przez zamachowców i w każdej chwili mogą zginąć, a w Agencji jest szpieg donoszący spiskowcom, przez co Jack nie może nikomu zaufać. W przeciągu następnych kilkunastu godzin niektóre problemy się rozwiążą, pojawią się także nowe. Jack oraz inni bohaterowie prowadzą dramatyczną walkę z czasem.

### Sezon 2.
Akcja sezonu rozpoczyna się i kończy o godzinie ósmej rano. Do Davida Palmera, wybranego na prezydenta Stanów Zjednoczonych, dociera informacja o planowanym zamachu terrorystycznym na ogromną skalę – w ciągu najbliższej doby terroryści mają zamiar zdetonować w Los Angeles bombę atomową, co może spowodować katastrofę nuklearną na globalną skalę oraz konflikt zbrojny pomiędzy Stanami Zjednoczonymi a krajami Bliskiego Wschodu i ich sojusznikami. W stan gotowości postawione zostają wszystkie agencje rządowe. Osobą zdolną do odnalezienia i rozbrojenia bomby wydaje się być Jack Bauer, który po śmierci żony porzucił pracę dla rządu i stara się uporządkować swoje życie. Bauer zostaje ściągnięty do CTU, gdzie – bardzo niechętnie – przyjmuje zadanie.

### Sezon 3.
3 lata później. Fabuła koncentruje wokół śmiertelnego wirusa, który może zostać rozprzestrzeniony w Los Angeles, jeśli rząd nie zgodzi się na żądania terrorystów. Jack został dyrektorem operacyjnym CTU i pracuje z nowym partnerem Chasem Edmundsem nad sprawą Ramona Salazara. Tymczasem prezydent Palmer stara się o reelekcję i przygotowuje się do starcia ze swoim konkurentem w wyborach – senatorem Keelerem, który w odcinku 19 zaczyna go szantażować i spiskować z jego żoną, Sherry Palmer.

### Sezon 4.
Akcja sezonu rozpoczyna się o siódmej rano. Wszystko rozpoczyna się 18 miesięcy po dramatycznych wydarzeniach z sezonu 3. Na czele CTU stoi teraz Erin Driscoll, twarda i nieustępliwa agentka rządowa, której jednym z pierwszych priorytetów było pozbycie się Jacka, zanim przejmie swoje nowe obowiązki. Tymczasem po ataku bombowym na podmiejski pociąg, Jack, który obecnie pracuje dla sekretarza obrony Jamesa Hellera i związany jest uczuciowo z jego zamężną córką Audrey Raines, zmuszony jest nagle wrócić do CTU na spotkanie z Driscoll.

### Sezon 5.
18 miesięcy później. Jack zmienił nazwisko i postanowił rozpocząć nowe życie. Zaszył się na pustyni Mojave, gdzie pracuje na platformie wiertniczej. Wkrótce wydarzy się coś, co wywabi go z ukrycia... 
Tymczasem prezydent USA Charles Logan oczekuje na wizytę rosyjskiego prezydenta.

### Sezon 6.
Po 20 miesiącach spędzonych w chińskim więzieniu Jack zostaje wykupiony przez Wayne’a Palmera, który sprawuje urząd prezydenta USA. Bauer zostaje wysłany do terrorysty Abu Fayeda, który żądał go w zamian za przerwanie nieustających ataków na terenie Stanów. Jack wraz z dawnymi współpracownikami z CTU oraz Białego Domu musi powstrzymać Fayeda przed użyciem pięciu sowieckich miniaturowych walizkowych bomb atomowych.

### Redemption.
3 i pół roku po wydarzeniach sezonu 6 Jack Bauer przebywa w Sangali w Afryce. Uciekł od dawnego życia ale pracownik ambasady USA dostarcza mu wezwanie do stawienia się w Ameryce na przesłuchanie. Do tego Jack miesza się w walkę z ludźmi generała Benjamina Jumy, którzy chcą porwać chłopców ze szkoły jego przyjaciela Carla Bentona i wyszkolić ich na żołnierzy...

### Sezon 7.
Kilka miesięcy po wydarzeniach pokazanych w „24: Redemption”, CTU jest rozwiązane, zaś Jack Bauer staje przed senacką komisją pod zarzutem torturowania podejrzanych. W tym samym czasie grupa terrorystów zdobywa urządzenie pozwalające na ominięcie rządowych firewalli i przejęcie kontroli nad wszystkimi ważniejszymi systemami Stanów Zjednoczonych – od kontroli lotów po sieć energetyczną. 
Prezydent Taylor musi zaś podjąć decyzję, która zaważy na jej politycznej karierze: czy interweniować w Sangali, afrykańskim kraju, w którym od kilku miesięcy dochodzi do ludobójstwa.

### Sezon 8.
Półtora roku po wydarzeniach z sezonu 7., Jack mieszka w Nowym Jorku i szykuje się do powrotu z córką Kim, jej mężem i ich córeczką do Los Angeles. Jednak dowiaduje się od jednego ze swych dawnych kontaktów, że ktoś planuje zamach na prezydenta Kamistanu Omara Hassana, który ma podpisać traktat pokojowy z prezydent Taylor. Na prośbę Chloe O’Brian pracującej w CTU NY pomaga w śledztwie, ale sam zamach to dopiero początek, bowiem terroryści są w posiadaniu nuklearnych prętów paliwowych, z których mogą zbudować brudną bombę i zniszczyć Manhattan.

## Odcinki specjalne

### Prequel sezonu 4
3 miesiące po wydarzeniach sezonu 3 nowa szefowa CTU Erin Driscoll zwalnia Jacka. Rok później do USA przedostaje się groźny terrorysta Thomas Sherek.

### Prequel sezonu 5
Rok po wydarzeniach sezonu 4 Chloe spotyka się z Jackiem i informuje go, że ktoś odkrył, iż sfałszował on swoją śmierć. Chwilę po tym spotkaniu Jack zostaje zaatakowany.

### Prequel sezonu 6
7 miesięcy po wydarzeniach sezonu 5 Chińczycy wykorzystują torturowanego Jacka by wykryć zdrajcę, który pracuje dla rządu USA.

### Debrief (przesłuchanie)
5 krótkich odcinków rozgrywających się 15 godzin po wydarzeniach sezonu 6, w których Jack trafia na przesłuchanie do Wydziału Okręgowego w sprawie jego pobytu w Chinach.

### Day Zero (Dzień Zero)
8 internetowych odcinków animowanych. Jack, Nina i agent Devin prowadzą śledztwo w sprawie zdrajcy w CTU, który handluje tajnymi informacjami.

### Spin offy

#### Conspiration (Spisek)
W CTU w Waszyngtonie agent Martin Kail i Susan Walker starają się nie dopuścić, by terroryści zdobyli odciski dłoni agentów Departamentu Obrony, które pozwolą im odpalić pocisk nuklearny.

#### The Rookie (Nowy)
- Dzień 1: Coffee Run (Pójście po kawę) – Nowy agent Jason Blane zostaje wysłany po kawę dla pracowników, a po drodze musi stawić czoło przypadkowo spotkanym bandytom.
- Dzień 2: Mistaken Indentity (Pomylona tożsamość) – Jason wzięty przypadkowo za swojego szefa musi zmierzyć się z terrorystami.
- Dzień 3: Extraction (Wyciągnięcie) – Jason musi ratować swego szefa uprowadzonego przez trzeciego z braci Salazar.

## Obsada

### Główne postacie
| Aktor             | Bohater          | Główna rola            | Rola drugoplanowa |
| ----------------- | ---------------- | ---------------------- | ----------------- |
| Kiefer Sutherland | Jack Bauer       | 1, 2, 3, 4, 5, 6, 7, 8 | -                 |
| Carlos Bernard    | Tony Almeida     | 2, 3, 5, 7             | 1, 4              |
| Mary Lynn Rajskub | Chloe O’Brian    | 5, 6, 7, 8             | 3, 4              |
| Dennis Haysbert   | David Palmer     | 1, 2, 3                | 4, 5              |
| Elisha Cuthbert   | Kim Bauer        | 1, 2, 3                | 5, 7, 8           |
| James Morrison    | Bill Buchanan    | 5, 6, 7                | 4                 |
| Reiko Aylesworth  | Michelle Dessler | 3                      | 2, 4, 5           |
| Kim Raver         | Audrey Raines    | 4, 5                   | 6                 |
| D.B. Woodside     | Wayne Palmer     | 6                      | 3, 5              |

## Gra komputerowa
Na podstawie serialu powstała gra komputerowa 24: The Game wydana na PlayStation 2.

## Nagrody
- 2006: Emmy – Kiefer Sutherland – najlepszy aktor w serialu dramatycznym
- 2006: Emmy – najlepszy serial dramatyczny
- 2003: ASCAP Award – Sean Callery, najlepsza muzyka w serialu telewizyjnym
- 2003: Emmy – najlepsza muzyka w serialu telewizyjnym
- 2003: Złoty Glob – najlepszy dramat
- 2002: Złoty Glob – Kiefer Sutherland, najlepszy aktor w serialu dramatycznym